# Panyptila cayennensis
El vencejo rabihorcado (Panyptila cayennensis), conocido en algunos países como vencejo tijereta menor, vencejo tijereta,  vencejo negro azul, vencejo collar blanco, vencejo golondrino chico, vencejo tijereta chico, macuá menor, , macuá o pájaro macuá, es una especie de ave apodiforme de la familia Apodidae que habita en Centro y Sudamérica.

## Descripción
Mide entre 13 y 14 cm de longitud y pesa alrededor de 18 g. Tiene plumaje negro, con el pecho de color blanco. Su pico y patas son negros y su cola es ahorquillada. Su nido mide 1 m de largo y tiene forma de manga. Ponen 2 o 3 huevos y se reproducen de enero a junio. Se alimentan de insectos.